# Manufacture Hauterman

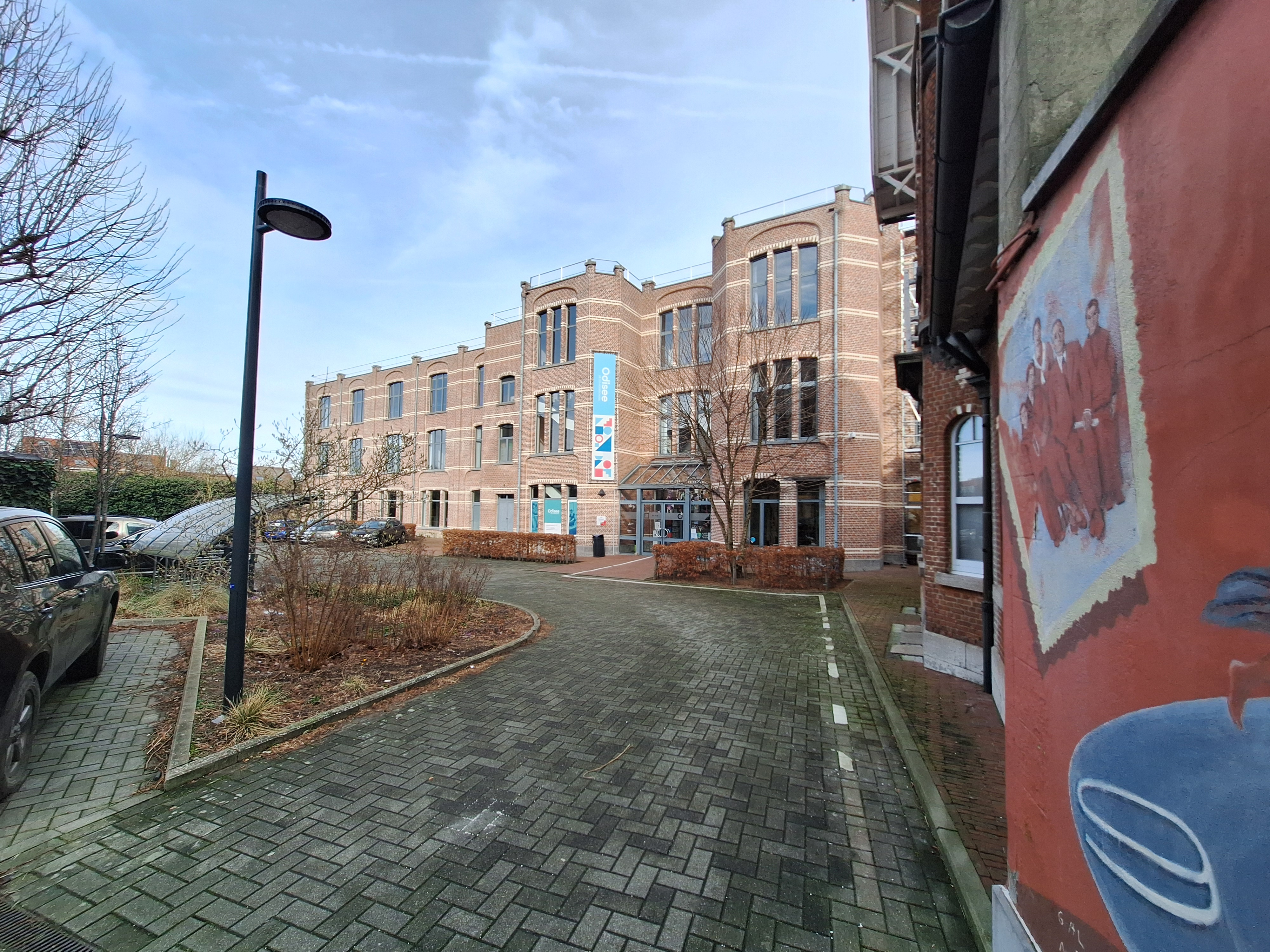
Ingang gebouw

De Manufacture H. Hautermann in de Huart Hamoirlaan 136–138 te Schaarbeek, is een voormalige lingerie- en breigoedfabriek. Het gebouw is in 1918 in eclectische stijl ontworpen door architect André Lonchay.

## Exterieur
In de periode van 1850-1914 was het gewoon om inspiratie te putten uit verschillende architectuurstijlen. Zo werd het fabrieksgebouw dat vergezeld werd door een stal en conciërgewoning, ontworpen in die eclectische stijl.

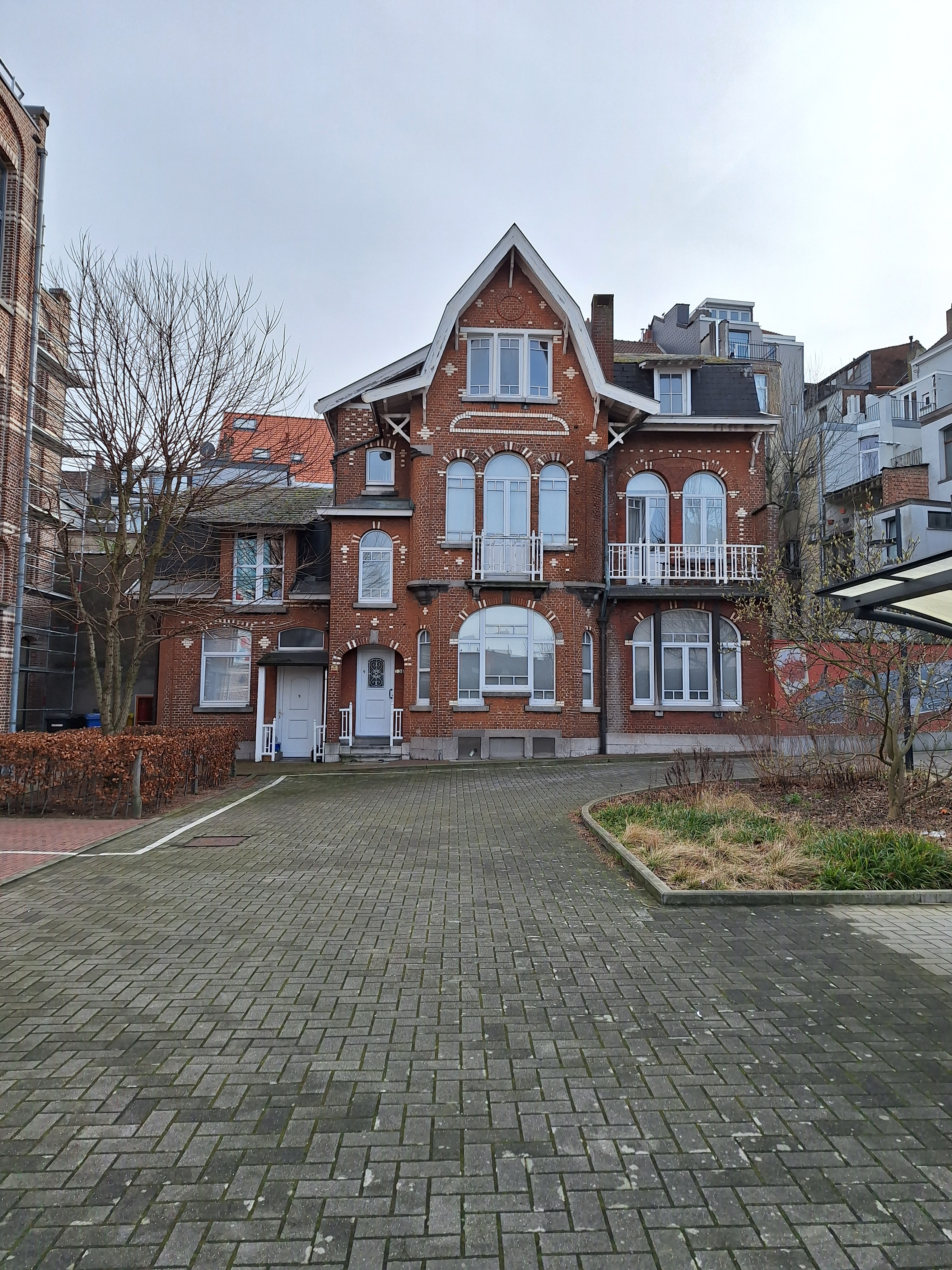
Conciërgewoning Manufacturen Hauterman

Het lange rechthoekige gebouw met plat dak bestaat uit drie bouwlagen en tien traveeën. De zesde, zevende en negende travee zijn voorbouwen, waarvan de twee laatste afgeschuinde vlakken hebben. De bakstenen gevel wordt versierd met witte baksteen en hardsteen. De traveeën worden gescheiden door pilasters onder een kopstuk. Sommige van de muuropeningen hebben twee monelen. Later werd een veranda voor de hoofdingang bijgebouwd.
De conciërgewoning, die rechts op de binnenplaats te vinden is, onderscheidt zich van de stijl van het fabrieksgebouw door haar pittoreske stijl, al werd de eclectische stijl hier niet helemaal achterwege gelaten. Het huis heeft iets weg van een kustvilla.
De bakstenen gevels worden benadrukt door witte bakstenen en een complexe verstrengeling van de daken. De woning bevat twee bouwlagen en drie ongelijke traveeën. De eerste travee bestaat uit een voorbouw van twee bouwlagen onder een lessenaarsdak. De tweede travee is de voorbouw onder de topgevel. De derde travee bevindt zich onder een mansardedak, met een voorbouw van één bouwlaag. Deze laatste travee heeft ook een terras. De ramen worden gevormd uit korfboogvormige muuropeningen. Sommige van deze ramen zijn gekoppeld of zijn gevormd als drielicht. Verder bevat de conciërgewoning nog een terugwijkende toegangsportiek, een balkon, een Frans balkon met houten borstweringen en breed uitdragende kroonlijsten bewaard op korbelen.

## Oorspronkelijk interieur
De kelderverdieping onder het hoofdgebouw was bestemd voor de opslag van wol en katoen. De appreteer- (afwerken van textiel) en verpakkingsruimte bevond zich op de benedenverdieping van het gebouw. De verkoop vond plaats op de eerste verdieping en op de laatste verdieping weden de goederenreserves opgeslagen.
Ondertussen werd het interieur volledig vernieuwd en heringericht.

## Historiek
De voormalige lingeriefabriek H. Hautermann maakte in de 20e eeuw deel uit van de Brusselse (Schaarbeekse) industrie. De industrie bestond toen vooral uit kleine en middelgrote ondernemingen die over de hele stad verspreid waren. Net als deze lingerie- en breigoedfabriek waren deze eerder bescheiden ateliers en fabrieken gevestigd in achtergebouwen die te bereiken waren via koetspoorten. Doordat deze ateliers en fabrieken zo goed als onzichtbaar waren voor voorbijgangers en in een vaak compact stedelijk weefsel genesteld lagen vormt dit een vrij onbekend deel in de geschiedenis van de Belgische hoofdstad.
Zoals typerend in die periode lag deze lingerie- en breigoedfabriek te midden van deze Brusselse woonwijk, in Schaarbeek.

## Later

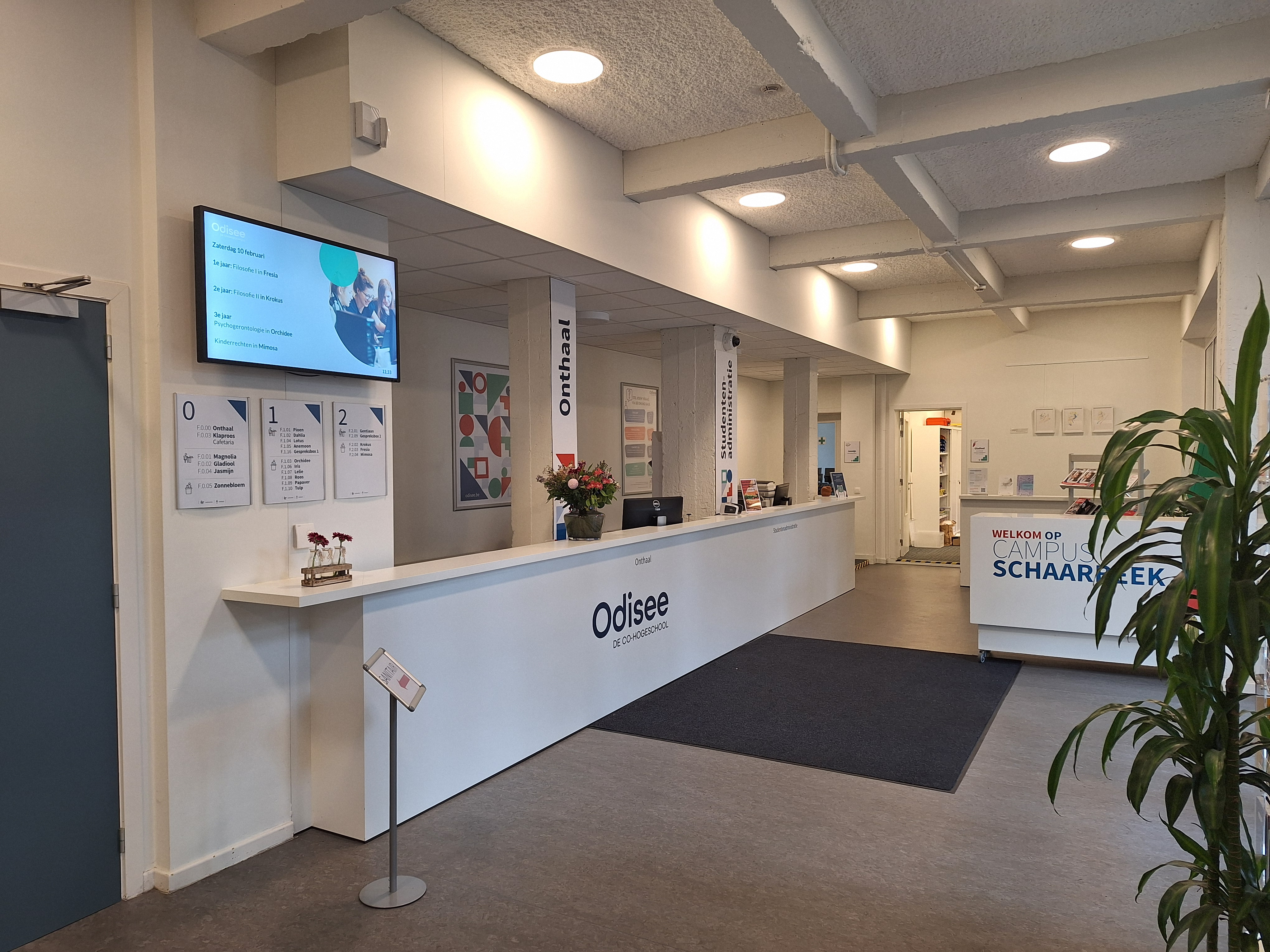
Onthaal Odisee Campus Schaarbeek

Tijdens de Tweede Wereldoorlog bezet het Duitse leger het gebouw. Na de oorlog is hier de lokale lagere school tijdelijk gehuisvest omdat het schoolgebouw vernield was. In 1993 is het gebouw gerestaureerd en verbouwd naar de plannen van architect Van Mingeroet voor het Hoger Instituut voor Gezinswetenschappen, De Factorij van de Gezinsbond. Er werden twee auditoria, acht seminarielokalen en een tentoonstellingsruimte voorzien, alsook een cafetaria. Anno 2024 is het gebouw in gebruik voor de opleiding Bachelor in de Gezinswetenschappen en Banaba Psychosociale Gerontologie van de hogeschool Odisee. Tevens worden de ruimtes verhuurd voor onder andere studiedagen en evenementen.

## Galerij

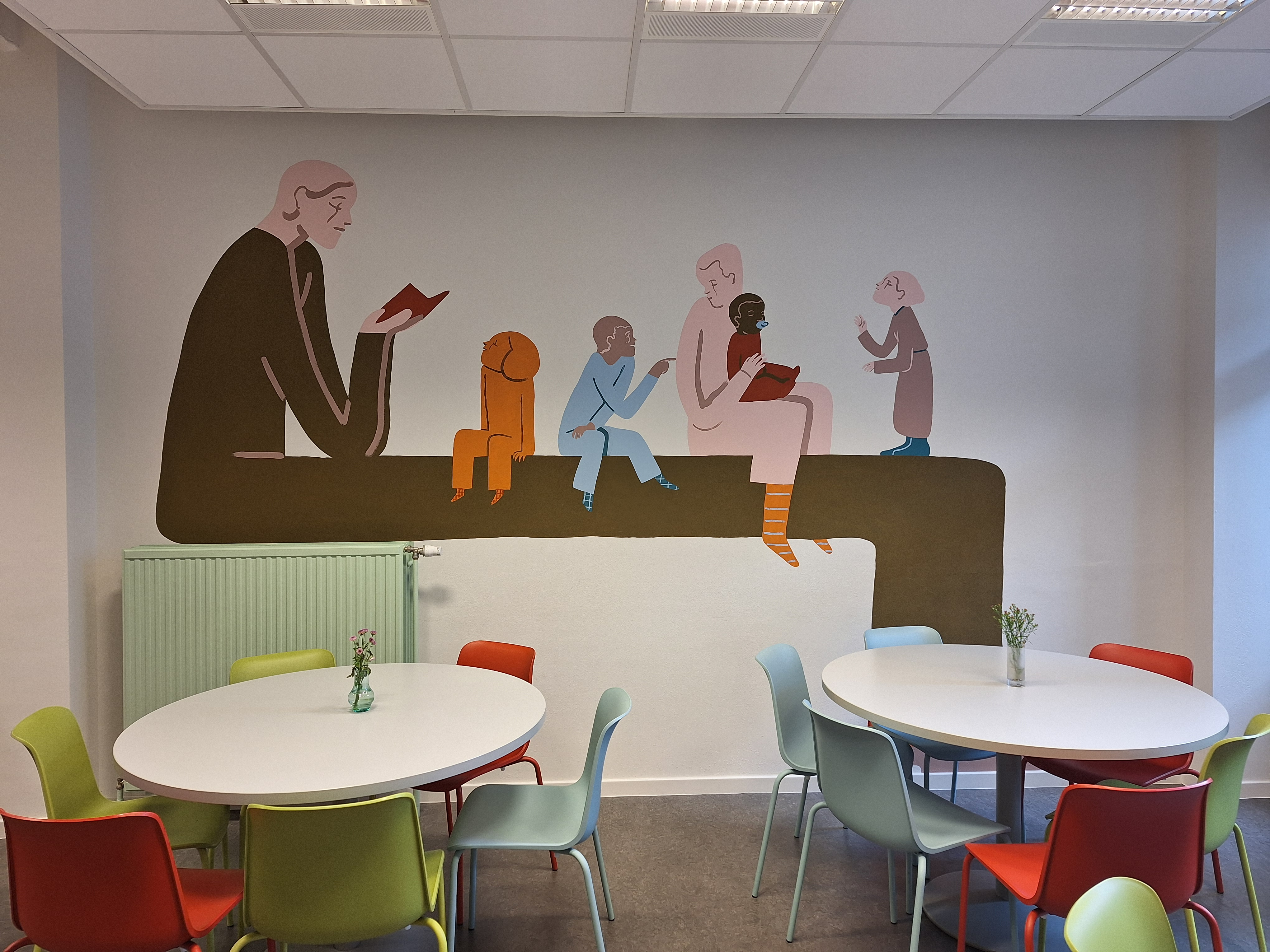
Muurschilderij door Silke Grofy 2021 - Cafetaria Odisee Campus Schaarbeek
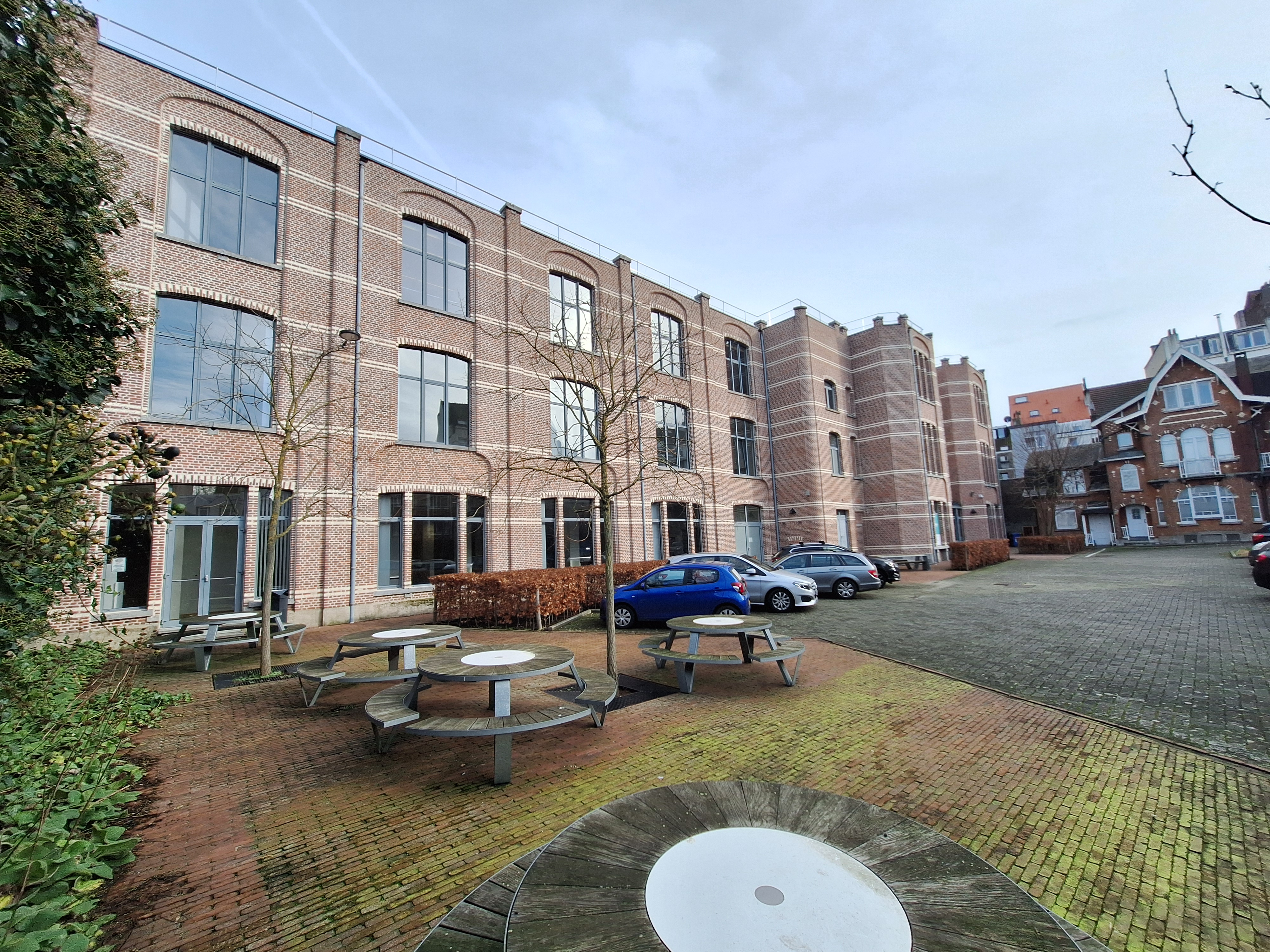
Manufacture H. Hautermann - Odisee Campus Schaarbeek
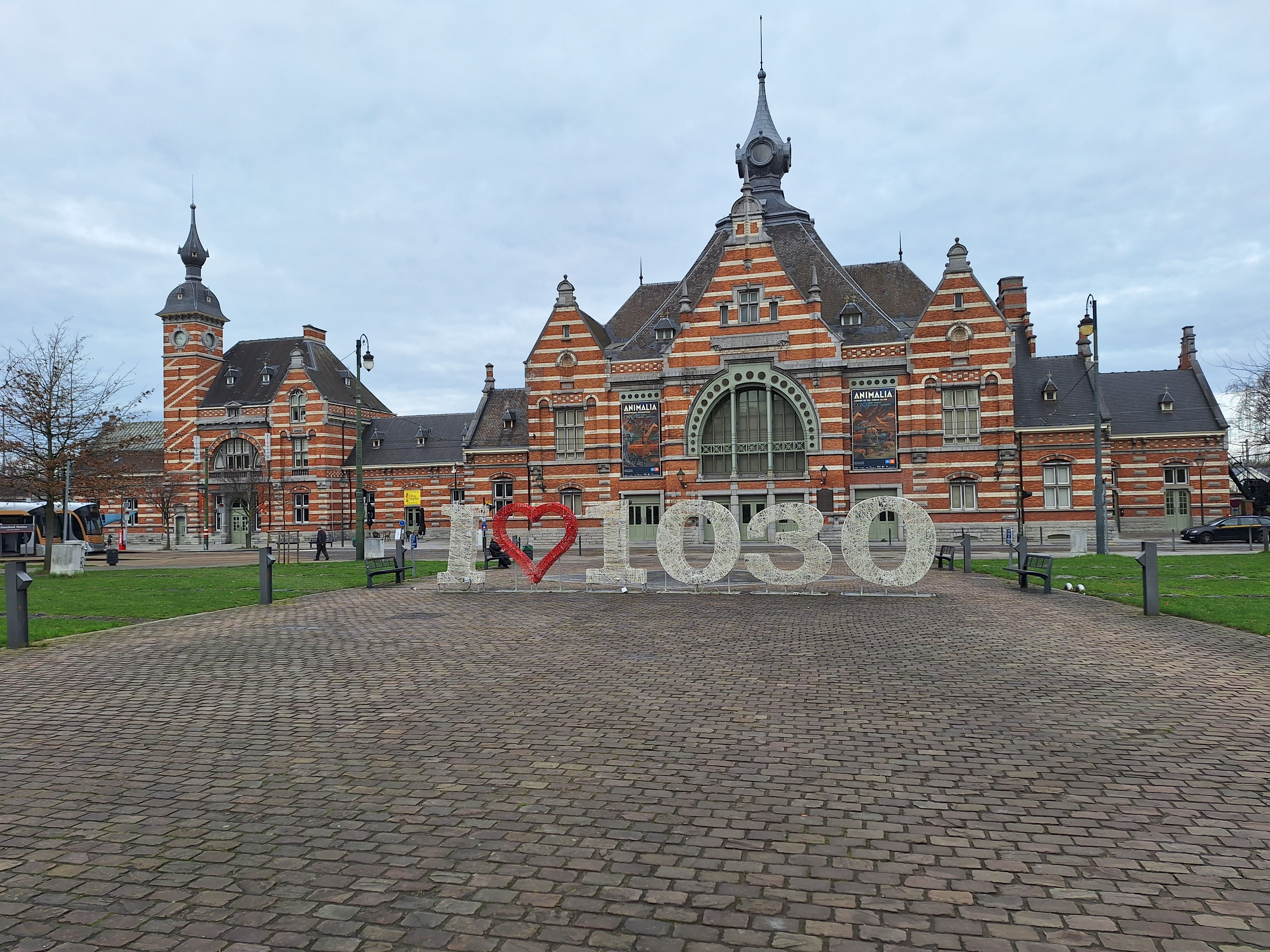
Station Schaarbeek - Train World
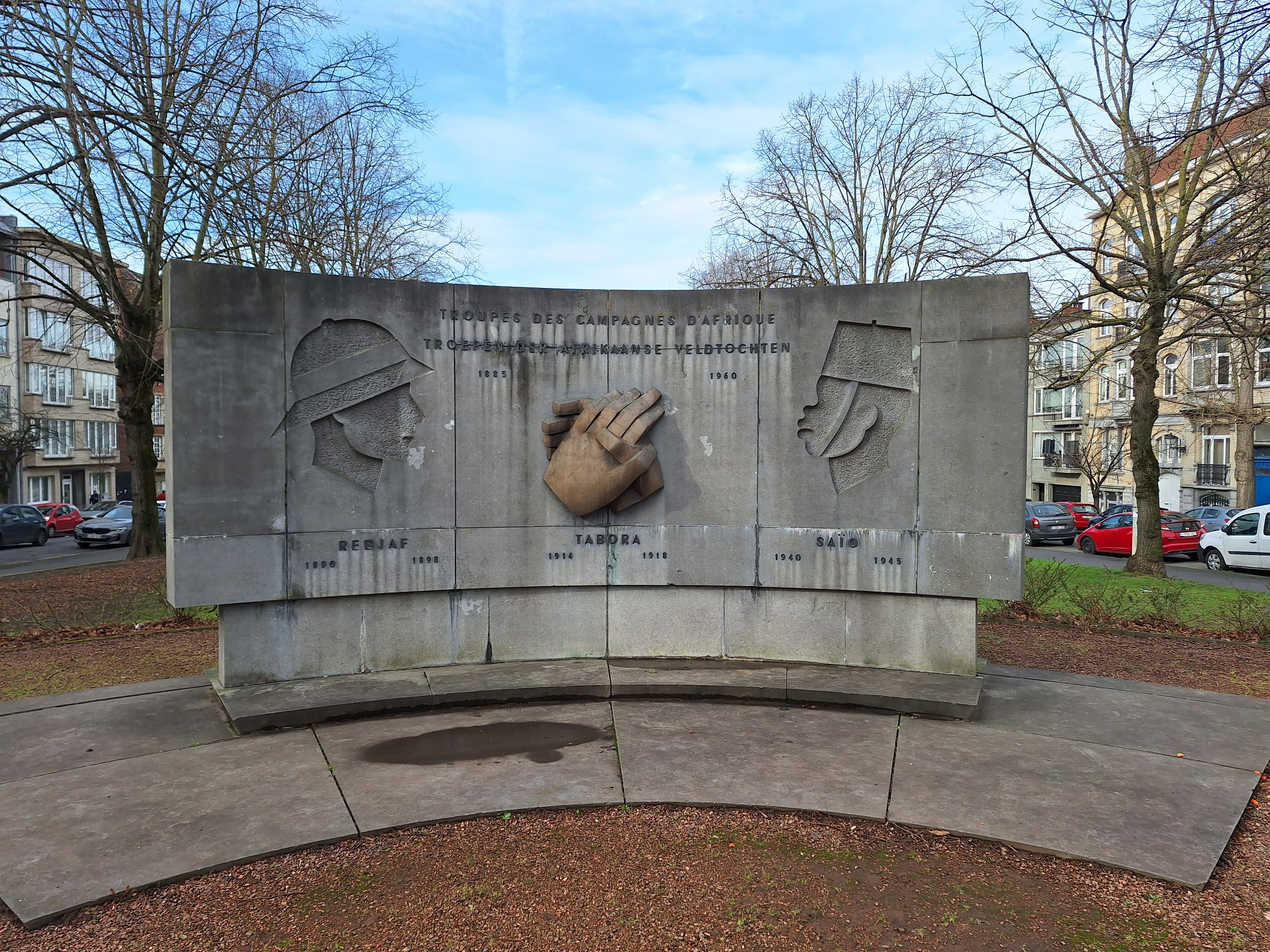
Monument Force-Publique - Schaarbeek
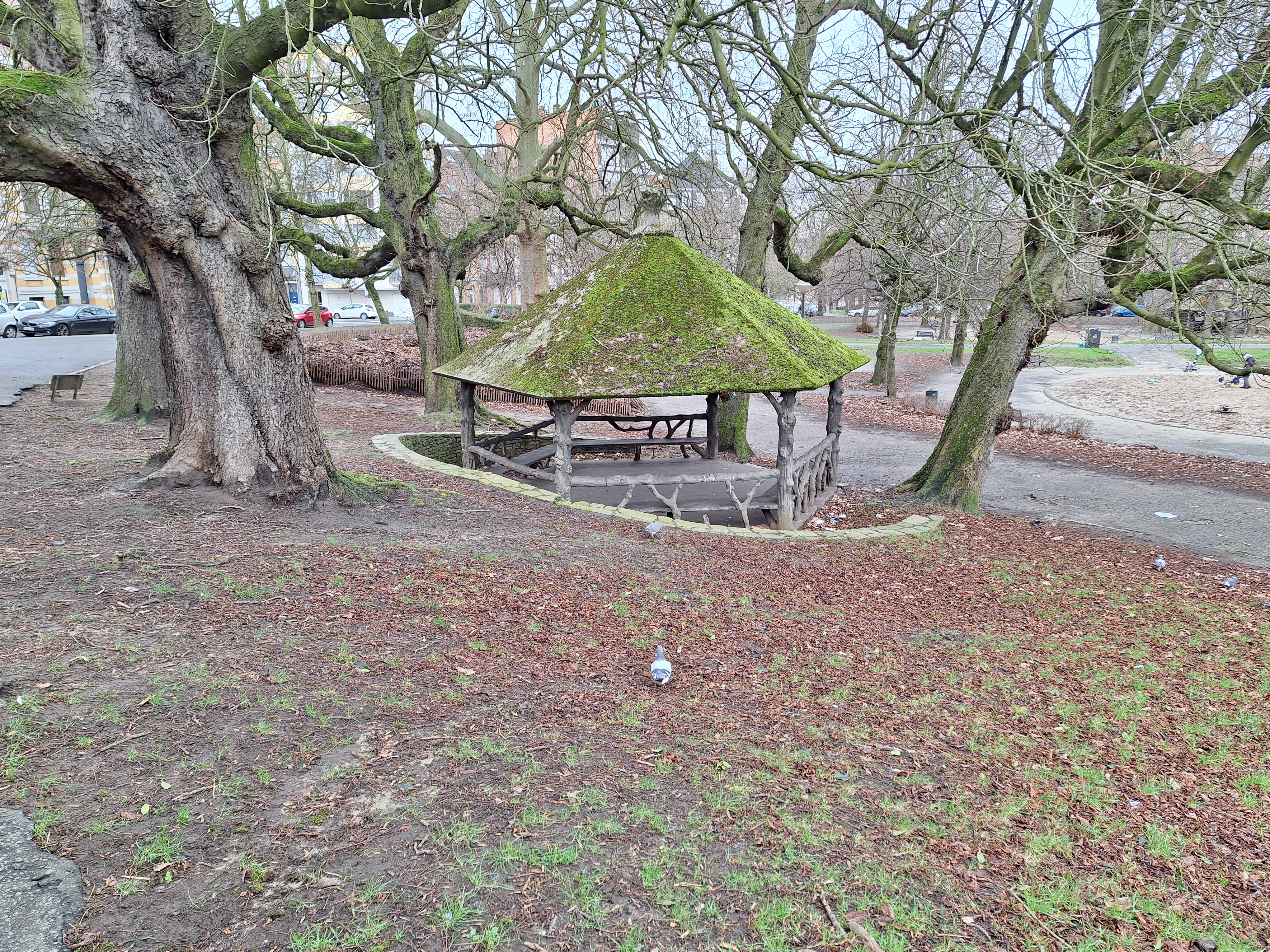
Park Huart Hamoir - prieel